# سیارک ۲۱۶۲۶۱
سیارک ۲۱۶۲۶۱ (به انگلیسی: 216261 Mapihsia، نامگذاری:2006WJ15) دویست و شانزده هزار و دویست و شصت و یکمین سیارک کشف شده‌است که در ۱۶ نوامبر ۲۰۰۶ کشف شد.